# قطعة الفرس (كوكبة)
كوكبة قطعة الفرس (بالإنجليزية: The Foal)‏؛ وتدعى (باللاتينية: Equuleus) .
تعتبر كوكبة قطعة الفرس من كوكبات نصف الكرة الأرضية الشمالي، ويتراءى للناظر في السماء ما بين خطي عرض 90 درجة شمالاً و70 درجة جنوباً. ويعتبر شهر أيلول من أفضل الأوقات لمراقبته.
ويعتبر النجم منير قطعة الفرس (كيتالفا)، ( ألفا قطعة الفرس) من أهم النجوم في برج قطعة الفرس.